# Petr Kubín
Petr Kubín (* 19. března 1967, Benešov) je český historik a univerzitní profesor zabývající se především kulty svatých ve středověku. V současnosti působí na Katedře církevních dějin a literární historie na Katolické teologické fakultě Univerzity Karlovy v Praze.

## Život
Petr Kubín maturoval v roce 1985 na gymnáziu v rodném Benešově. Po dvouleté vojenské službě v Domažlicích pracoval ve Státním oblastním archivu v Benešově. Mezi lety 1989 a 1998 studoval archivnictví, historii i katolickou teologii na univerzitách v Praze, Eichstättu a Jeně. V roce 1998 dosáhl na FF UK titulu Ph.D. Ve své disertační práci pod vedením prof. Zdeňky Hledíkové zpracoval kritický životopis blahoslaveného Hroznaty. Od roku 1998 působí na Katolické teologické fakultě UK, kde dvakrát v letech 2000–2003 a 2009–2010 zastával funkci proděkana pro zahraniční a vnější styky. V roce 2018 byl jmenován profesorem pro obor pomocné vědy historické.
Badatelsky se specializuje na středověkou hagiografii a na kulty a životy svatých. Proslavil se zejména zpochybňováním již všeobecně přijímaného datování Kristiánovy legendy do konce 10. století (např. ve své monografii Sedm přemyslovských kultů nebo v příspěvku Znovu o Kristiána ve sborníku Od knížat ke králům), přičemž se kloní k názoru, že legenda vznikla až v polovině 12. století. Z dalších běžně přijímaných faktů například zpochybňuje, že svatý Prokop byl v roce 1204 oficiálně svatořečen papežem Inocencem III. nebo že byl břevnovský klášter opravdu založen roku 993 svatým Vojtěchem (skutečné založení kláštera klade až do 40. let 11. století).

## Dílo

### Monografie
- KUBÍN Petr. Blahoslavený Hroznata. Kritický životopis, Praha: Vyšehrad, 2000, ISBN 80-7021-418-X, 284 s.
- KUBÍN Petr. Sedm přemyslovských kultů (= Opera Facultatis theologiae catholicae Universitatis Carolinae Pragensis. Historia et historia artium 12), Praha: Togga, 2011, ISBN 978-80-87258-19-4, 372 s.

### Některé významné studie
- KUBÍN Petr. Znovu o Kristiána. In: DOLEŽALOVÁ Eva, ŠIMUNEK Robert, DVOŘÁČKOVÁ Dana, POŘÍZKA Aleš (ed.) Od knížat ke králům. Sborník u příležitosti 60. narozenin Josefa Žemličky, Praha: Lidové noviny 2007, ISBN 978-80-7106-896-9, s. 63-72.
- KUBÍN Petr. Založil břevnovský klášter opravdu sv. Vojtěch? In: LOMIČKOVÁ Radka – JAROŠOVÁ Markéta (ed.): Ora et labora. Vybrané kapitoly z dějin kultury benediktinského řádu (= Opera Facultatis theologiae catholicae Universitatis Carolinae Pragensis. Historia et historia artium 15), Praha: Nakladatelství Lidové noviny, 2013, ISBN 978-80-7422-246-7, s. 27-40.